# Charité
Charité es un hospital público universitario alemán que se cuenta entre los más grandes de Europa. Llamado Charité - Universitätsmedizin de Berlín, forma parte de la Facultad de Medicina de la Universidad Libre de Berlín y la Universidad Humboldt de Berlín. Cinco premios Nobel de Medicina se formaron en él.

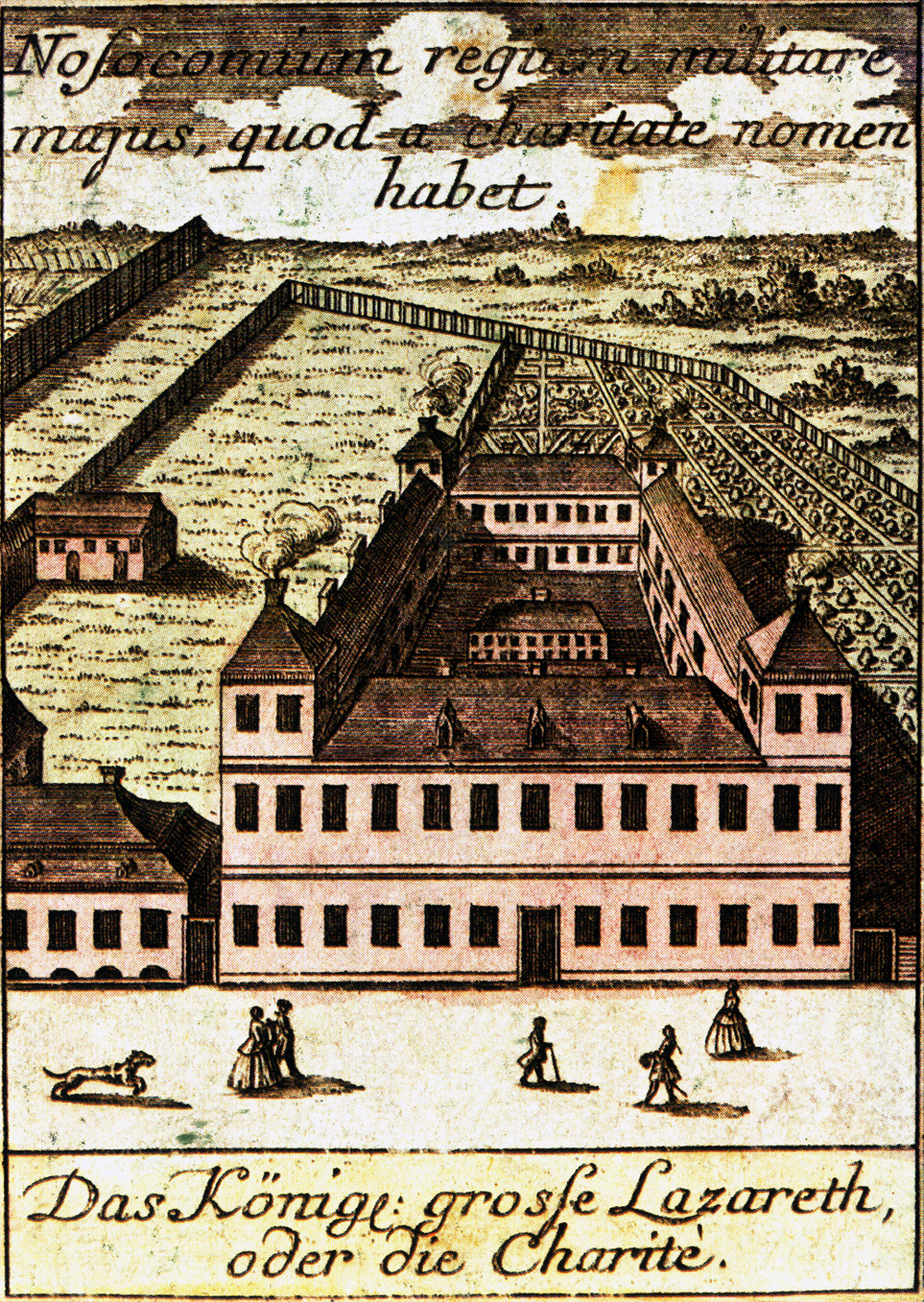
Charité en 1740.

## Historia
Inicialmente construido en 1710 en Berlín-Mitte en previsión de un brote de peste bubónica, se convirtió en hospital de caridad pobres después de que la ciudad se repuso de la plaga. En 1727 Federico Guillermo I de Prusia le dio el nombre de Charité, cuyo significado es "caridad".
Tras la partición de la ciudad después de la Segunda Guerra Mundial, la Charité quedó ubicada en lo que pasó a llamarse Berlín Este, y a partir de 1961 estuvo limitando directamente con el muro de Berlín. Así la Charité fue adscrita a la Universidad Humboldt.
A partir de la reunificación alemana de 1990, se inició una amplia remodelación de la Charité, que fue concluida en 1998.
Varios médicos y científicos célebres trabajaron al menos durante parte de su carrera en el Charité. Entre ellos se encuentran Paul Ehrlich, Hermann Emil Fischer, Werner Forssmann, Hermann von Helmholtz, Friedrich Gustav Jakob Henle, Robert Koch, Leonor Michaelis, Friedrich Schleiermacher, Friedrich Trendelenburg, Johann Lukas Schönlein, Theodor Schwann, Emil Adolf von Behring, Rudolf Virchow, August von Wassermann, Caspar Friedrich Wolff y Carl Siegmund Franz Credé.

## Funcionamiento

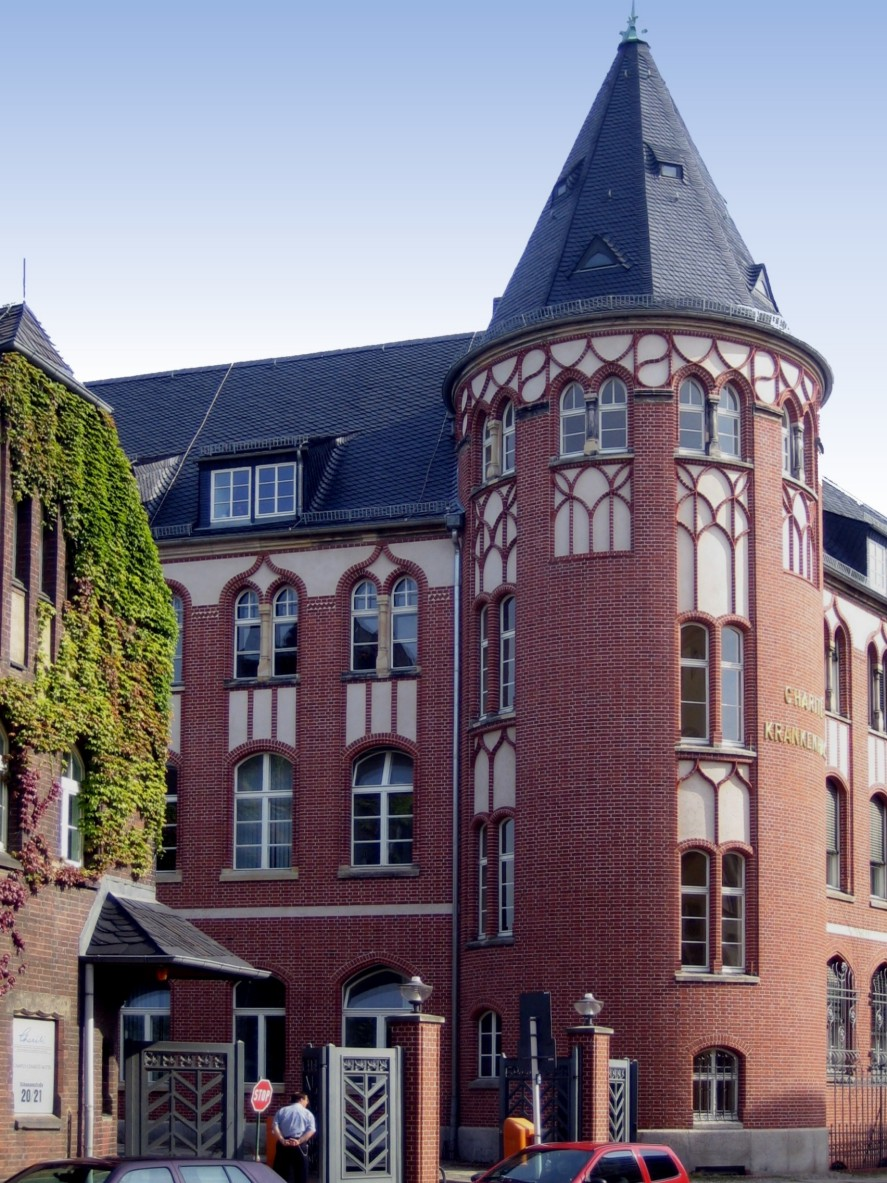
Entrada al edificio histórico de Charité en Berlin-Mitte.

En la actualidad 8000 estudiantes están matriculados en Charité. Estos tratan cada año a 900.000 pacientes externos y 125.000 hospitalizados en 3500 camas. Unas 15.000 personas están empleadas en sus cuatro localidades en Berlín:
- Campus Berlín Buch (CBB) en Berlín-Buch
- Campus Virchow Klinikum (CVK) en Berlín-Wedding
- Charité Campus Mitte (CCM) en Berlín-Mitte
- Campus Benjamín Franklin (CBF) en Berlín-Steglitz

En sentido estricto, las sedes de Mitte, Steglitz y Wedding son centros médicos independientes y cada una atiende a pacientes con la gama completa de tratamientos médicos disponibles en la medicina moderna. Sin embargo, existen centros de terapia y de investigación especial, como el Centro Alemán de Cardiología de Berlín (en alemán: Deutsches Herzzentrum Berlín, DHZB) en el Campus Virchow Klinikum, el Centro para Medicina de Espacio exterior en el Campus Benjamín Franklin, el Centro Alemán de investigación de Reumatología en el Campus Charité Mitte y el Centro para Cardiología Molecular y Clínica en el Campus Berlín Buch. El DHZB posee el programa de trasplantes de corazón más grande de Alemania y, después de Londres y París, el tercero más grande del mundo.

## Pruebas de coronavirus
A mediados de enero de 2020, mucho antes de que la mayoría de los alemanes pensaran mucho en el virus, el hospital Charité de Berlín ya había desarrollado una prueba y publicado la fórmula en línea.
Cuando Alemania registró su primer caso de COVID-19 en febrero, los laboratorios de todo el país habían acumulado un stock de kits de prueba.
"La razón por la cual en Alemania tenemos tan pocas muertes en este momento en comparación con el número de infectados puede explicarse en gran medida por el hecho de que estamos haciendo una gran cantidad de diagnósticos de laboratorio", afirmó el Dr. Christian Drosten, jefe de virología de Charité , cuyo equipo desarrolló la primera prueba.
En este momento, Alemania está realizando alrededor de 350,000 pruebas de coronavirus a la semana, mucho más que cualquier otro país europeo. Las pruebas tempranas y generalizadas han permitido a las autoridades retrasar la propagación de la pandemia al aislar casos conocidos mientras son infecciosos. También ha permitido administrar un tratamiento que salva vidas de manera más oportuna. "Cuando tengo un diagnóstico temprano y puedo tratar a los pacientes temprano, por ejemplo ponerlos en un ventilador antes de que se deterioren, la probabilidad de supervivencia es mucho mayor", dijo el profesor Kräusslich.
El personal médico, con un riesgo particular de contraer y propagar el virus, se somete a pruebas periódicas. Para agilizar el procedimiento, algunos hospitales han comenzado a hacer pruebas en bloque, utilizando muestras de 10 empleados y haciendo un seguimiento con pruebas individuales solo si hay un resultado positivo.
A fines de abril de 2020, las autoridades de salud también planean implementar un estudio de anticuerpos a gran escala, analizando muestras aleatorias de 100,000 personas en Alemania cada semana para determinar dónde se está acumulando la inmunidad.